# Elecciones provinciales de Santa Cruz de 1999
Las Elecciones Generales de la Provincia de Santa Cruz 1999 se llevaron el 23 de mayo de 1999. Además de los cargos ejecutivos, se eligieron 2 diputados nacionales, 24 diputados provinciales, 14 intendentes municipales y 72 concejales.

## Resultados

### Gobernador y vicegobernador
| Lema                            | Lema                         | Sublema                              | Fórmula                  | Fórmula               | Sublema               | Sublema               | Lema    | Lema  |
| Lema                            | Lema                         | Sublema                              | Gobernador               | Vicegobernador        | Votos                 | %                     | Votos   | %     |
| ------------------------------- | ---------------------------- | ------------------------------------ | ------------------------ | --------------------- | --------------------- | --------------------- | ------- | ----- |
|                                 | Partido Justicialista        | Frente para la Victoria Santacruceña | Néstor Kirchner          | Sergio Acevedo        | —                     | —                     | 47.067  | 54,59 |
|                                 | Convergencia para Santa Cruz | La Alianza (UCR - NM - FG)           | Alfredo Anselmo Martínez | Joaquín González      | 28.486                | 74,58                 | 38.195  | 44,30 |
| Movimiento Federal Santacruceño | Convergencia para Santa Cruz | Arturo Puricelli                     | Graciela Reartes         | 9.709                 | 25,42                 |                       | 38.195  | 44,30 |
|                                 | Frente Unidad Trabajadora    | —                                    | Miguel del Pla           |                       | —                     | —                     | 764     | 0,89  |
|                                 | Partido Humanista            | —                                    |                          |                       | —                     | —                     | 195     | 0,23  |
| Votos positivos                 | Votos positivos              | Votos positivos                      | Votos positivos          | Votos positivos       | Votos positivos       | Votos positivos       | 86.221  | 95,96 |
| Votos en blanco                 | Votos en blanco              | Votos en blanco                      | Votos en blanco          | Votos en blanco       | Votos en blanco       | Votos en blanco       | 2.847   | 3,17  |
| Votos anulados                  | Votos anulados               | Votos anulados                       | Votos anulados           | Votos anulados        | Votos anulados        | Votos anulados        | 782     | 0,87  |
| Participación                   | Participación                | Participación                        | Participación            | Participación         | Participación         | Participación         | 89.850  | 80,30 |
| Electores registrados           | Electores registrados        | Electores registrados                | Electores registrados    | Electores registrados | Electores registrados | Electores registrados | 111.890 | 100   |
| Fuente:                         |                              |                                      |                          |                       |                       |                       |         |       |

### Cámara de Diputados
| ← 1997 · Cámara de Diputados · 2003 → | ← 1997 · Cámara de Diputados · 2003 → | ← 1997 · Cámara de Diputados · 2003 → | ← 1997 · Cámara de Diputados · 2003 → | ← 1997 · Cámara de Diputados · 2003 → | ← 1997 · Cámara de Diputados · 2003 → | ← 1997 · Cámara de Diputados · 2003 → | ← 1997 · Cámara de Diputados · 2003 → | ← 1997 · Cámara de Diputados · 2003 → | ← 1997 · Cámara de Diputados · 2003 → |
| Lema                                  | Lema                                  | Sublema                               | Diputado provincial                   | Diputado provincial                   | Diputado provincial                   | Diputado provincial                   | Diputado provincial                   | Diputado por municipio                | Bancas totales                        |
| Lema                                  | Lema                                  | Sublema                               | Sublema                               | Sublema                               | Lema                                  | Lema                                  | Lema                                  | Bancas                                | Bancas totales                        |
| Lema                                  | Lema                                  | Sublema                               | Votos                                 | %                                     | Votos                                 | %                                     | Bancas                                | Bancas                                | Bancas totales                        |
| ------------------------------------- | ------------------------------------- | ------------------------------------- | ------------------------------------- | ------------------------------------- | ------------------------------------- | ------------------------------------- | ------------------------------------- | ------------------------------------- | ------------------------------------- |
|                                       | Partido Justicialista                 | Frente para la Victoria Santacruceña  | —                                     | —                                     | 39.509                                | 51,71                                 | 5/10                                  | 11/14                                 | 16/24                                 |
|                                       | Convergencia para Santa Cruz          | Proyecto (UCR)                        | 11.168                                | 31,55                                 | 35.396                                | 46,33                                 | 5/10                                  | 3/14                                  | 8/24                                  |
| Movimiento Federal Santacruceño       | Convergencia para Santa Cruz          | 7.296                                 | 20,61                                 |                                       | 35.396                                | 46,33                                 | 5/10                                  | 3/14                                  | 8/24                                  |
| FREPASO - La Alianza                  | Convergencia para Santa Cruz          | 5.730                                 | 16,19                                 |                                       | 35.396                                | 46,33                                 | 5/10                                  | 3/14                                  | 8/24                                  |
| Triunfo 99 (UCR)                      | Convergencia para Santa Cruz          | 5.564                                 | 15,72                                 |                                       | 35.396                                | 46,33                                 | 5/10                                  | 3/14                                  | 8/24                                  |
| Primero la Gente (MID)                | Convergencia para Santa Cruz          | 2.882                                 | 8,14                                  |                                       | 35.396                                | 46,33                                 | 5/10                                  | 3/14                                  | 8/24                                  |
| Compromiso Ciudadano (MOVER)          | Convergencia para Santa Cruz          | 2.756                                 | 7,79                                  |                                       | 35.396                                | 46,33                                 | 5/10                                  | 3/14                                  | 8/24                                  |
|                                       | Frente Unidad Trabajadora             | —                                     | —                                     | —                                     | 1.234                                 | 1,62                                  |                                       |                                       |                                       |
|                                       | Partido Humanista                     | —                                     | —                                     | —                                     | 267                                   | 0,35                                  |                                       |                                       |                                       |
| Votos positivos                       | Votos positivos                       | Votos positivos                       | Votos positivos                       | Votos positivos                       | 76.406                                | 85,04                                 |                                       |                                       |                                       |
| Votos en blanco                       | Votos en blanco                       | Votos en blanco                       | Votos en blanco                       | Votos en blanco                       | 12.640                                | 14,07                                 |                                       |                                       |                                       |
| Votos anulados                        | Votos anulados                        | Votos anulados                        | Votos anulados                        | Votos anulados                        | 804                                   | 0,89                                  |                                       |                                       |                                       |
| Participación                         | Participación                         | Participación                         | Participación                         | Participación                         | 89.850                                | 80,30                                 |                                       |                                       |                                       |
| Electores registrados                 | Electores registrados                 | Electores registrados                 | Electores registrados                 | Electores registrados                 | 111.890                               | 100                                   |                                       |                                       |                                       |
| Fuente:                               |                                       |                                       |                                       |                                       |                                       |                                       |                                       |                                       |                                       |